# Shai Gilgeous-Alexander
Shai Gilgeous-Alexander   (Toronto, 12 de juliol de 1998), també conegut per les seves inicials SGA, és un jugador de bàsquet canadenc dels Oklahoma City Thunder de l'NBA. Ha estat tres vegades All-Star de l'NBA, tres vegades membre de l'equip All-NBA i va ser nomenat l'MVP de la temporada 2024-25. Aquella temporada també va liderar els Thunder en la consecució del seu primer campionat de l'NBA.

## Trajectòria
Gilgeous-Alexander va jugar un any de bàsquet universitari amb els Kentucky Wildcats i va ser seleccionat en l'onzena posició pels Charlotte Hornets al draft de l'NBA del 2018 abans de ser traspassat a Los Angeles Clippers aquella mateixa nit. En el seu any com a debutant, Gilgeous-Alexander va ser nomenat al segon equip All-Rookie de l'NBA abans de ser traspassat a l'Oklahoma City Thunder el juliol de 2019.
En el seu primer any amb els Oklahoma City Thunder va ser el seu màxim anotador i va ajudar l'equip a arribar als playoffs com a cinquè cap de sèrie. Després de patir lesions durant les dues temporades següents, Gilgeous-Alexander va ser nomenat al seu primer All-Star Game de l'NBA i va ser elegit per al primer Equip All-NBA el 2023, quan va acabar quart a la lliga en anotació amb 31,4 punts per partit. A la temporada 2024-25 va liderar la lliga en anotació amb 32,7 punts per partit, va guanyar el premi MVP de l'NBA i va obtenir el premi MVP de les Finals de camí a guanyar-les en el setè i definitiu partit. El base va sumar 29 punts i 12 assistències per tancar una temporada històrica: es va convertir en el quart jugador de tota l'NBA (després de Kareem Abdul-Jabbar, Michael Jordan i Shaquille O'Neal) a guanyar el premi MVP, el premi MVP de les Finals i la distinció de màxim anotador en la mateixa temporada.
Amb la selecció canadenca, Gilgeous-Alexander va guanyar la medalla de bronze al Campionat del Món de bàsquet masculí de 2023 i va ser nomenat per a l'equip ideal de la Copa del Món. Va rebre el premi Northern Star el 2023 com a atleta canadenc de l'any, i va ser el segon jugador de bàsquet en rebre el premi.